# Störestorpasjön
Störestorpasjön är en sjö i Jönköpings kommun i Småland och ingår i Motala ströms huvudavrinningsområde. Sjön har en area på 0,0767 kvadratkilometer och ligger 229,1 meter över havet.

## Delavrinningsområde
Störestorpasjön ingår i det delavrinningsområde (640718-141814) som SMHI kallar för Mynnar i Motala Ström. Medelhöjden är 269 meter över havet och ytan är 55,43 kvadratkilometer. Det finns inga delavrinningsområden uppströms utan avrinningsområdet är högsta punkten. Lillån som avvattnar avrinningsområdet har biflödesordning 2, vilket innebär att vattnet flödar genom totalt 2 vattendrag innan det når havet efter 236 kilometer. Delavrinningsområdet består mestadels av skog (50 %), öppen mark (15 %) och jordbruk (27 %). Avrinningsområdet har 0,34 kvadratkilometer vattenytor vilket ger avrinningsområdet en sjöprocent på 0,6 %. Bebyggelsen i området täcker en yta av 1,83 kvadratkilometer eller 3 % av avrinningsområdet.